# Câmpenești, Cluj
Câmpenești (în maghiară Telekfarka) este un sat în comuna Apahida din județul Cluj, Transilvania, România.

## Istoric
În Evul Mediu a existat aici un sat cu numele Miskelteleke, între timp dispărut.Satul Câmpenești este atestat istoric în comuna Apahida relativ târziu, mai precis în anul 1910. În 2011 erau înregistrați aproape 160 de locuitori. Codul poștal al localității este 407037 potrivit https://cluj.com/

## Galerie de imagini

Comuna Apahida și satele componente
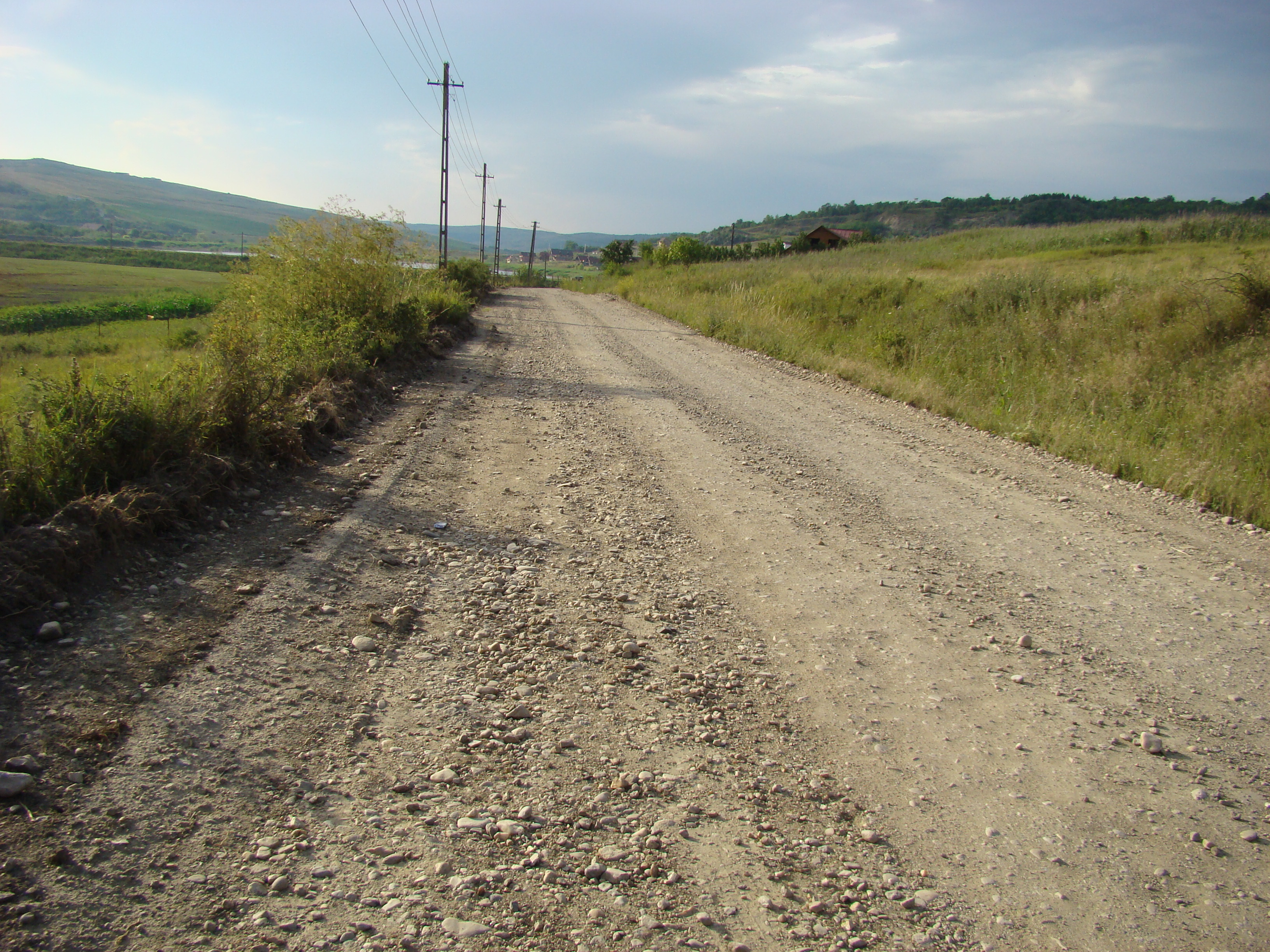
Drumul Apahida-Câmpenești
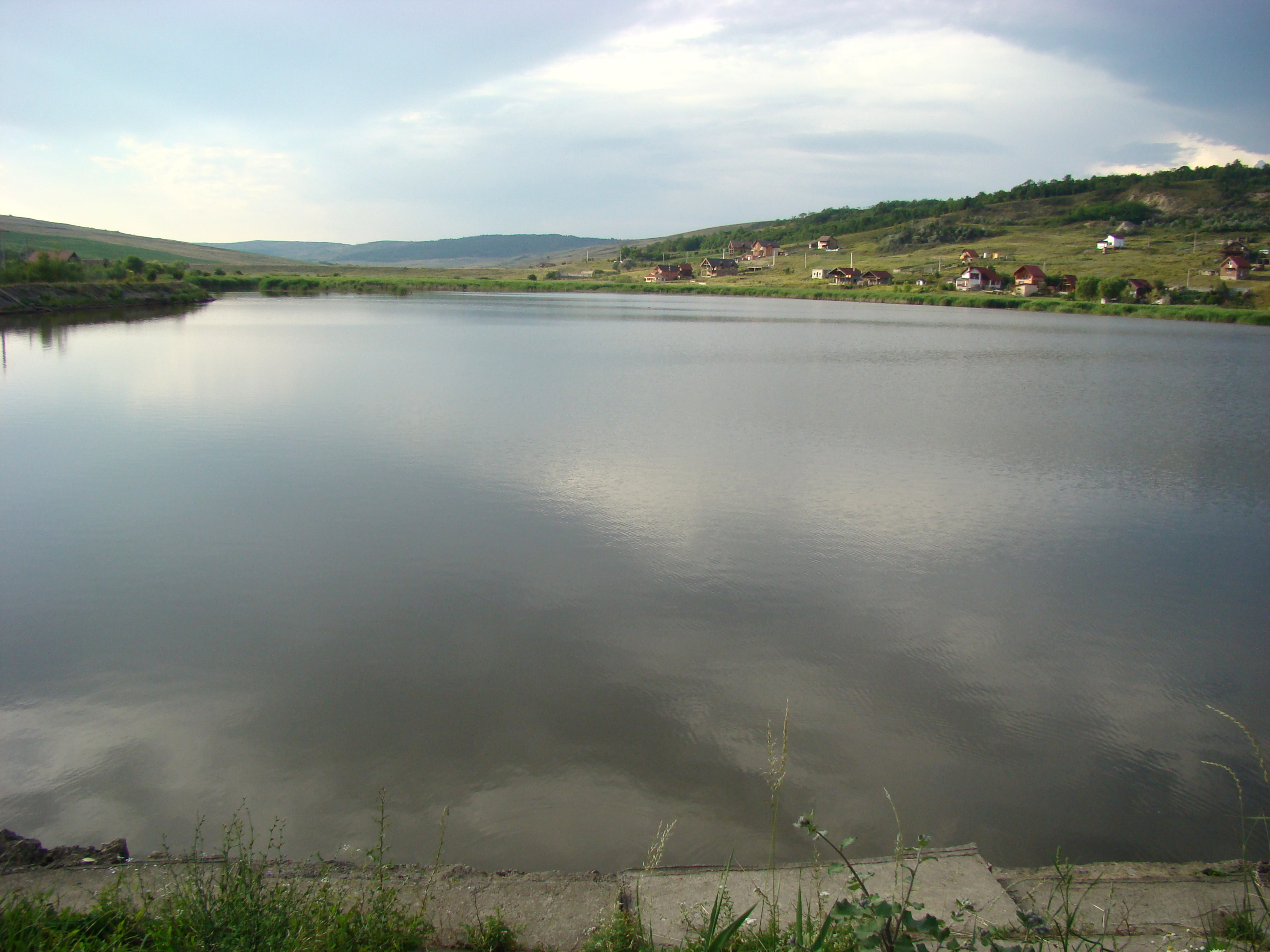
Lacul Câmpenești
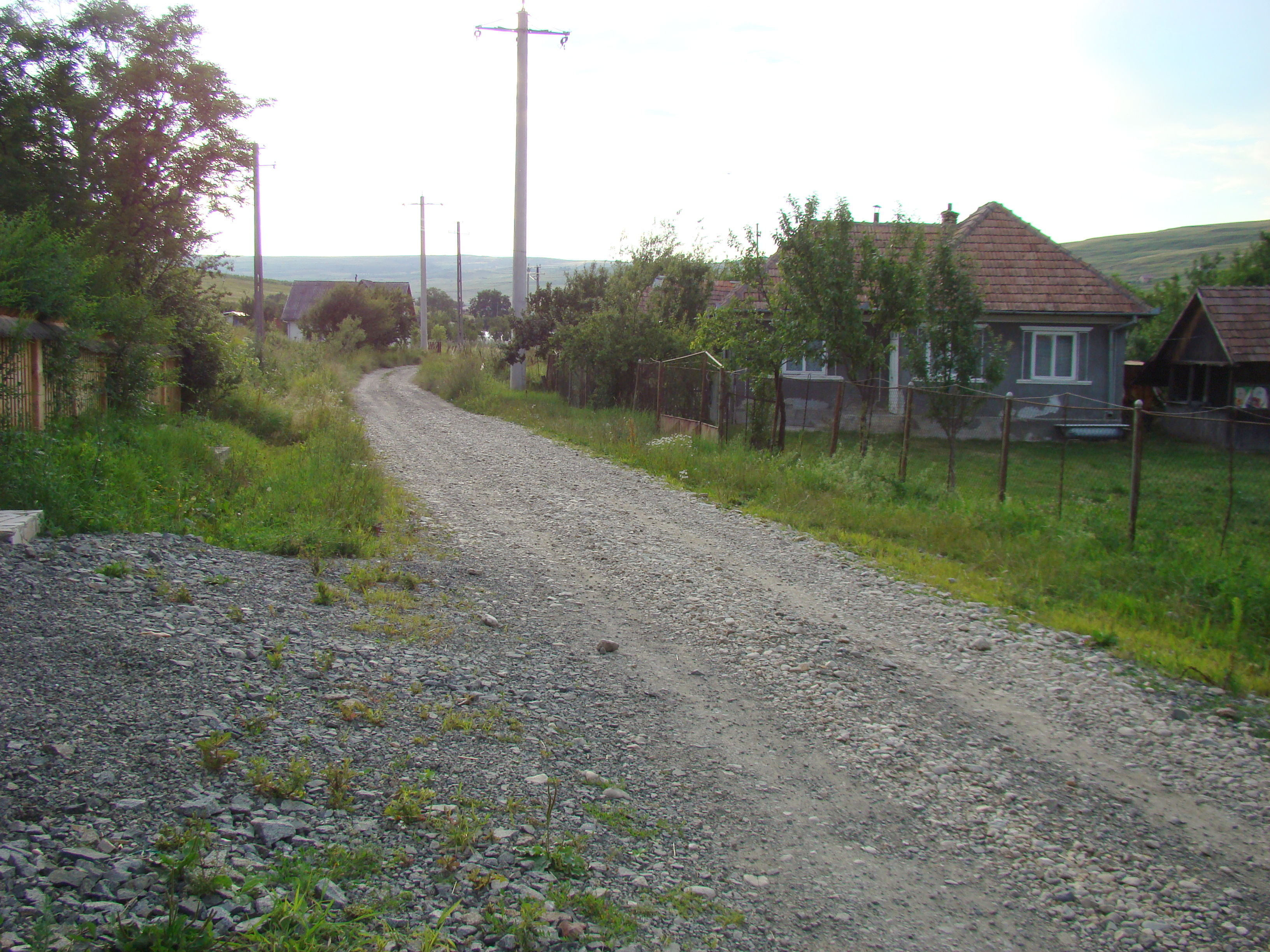
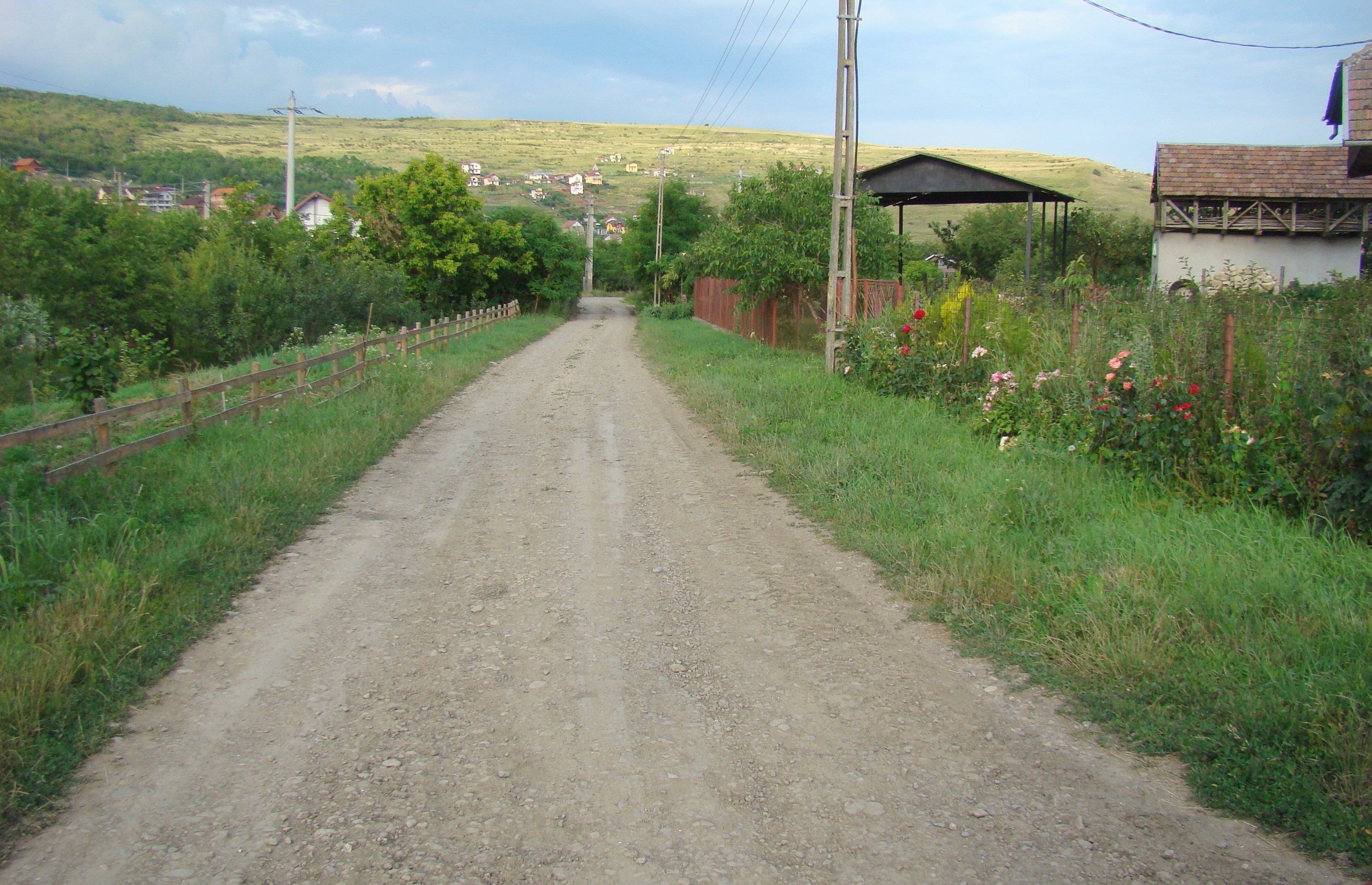
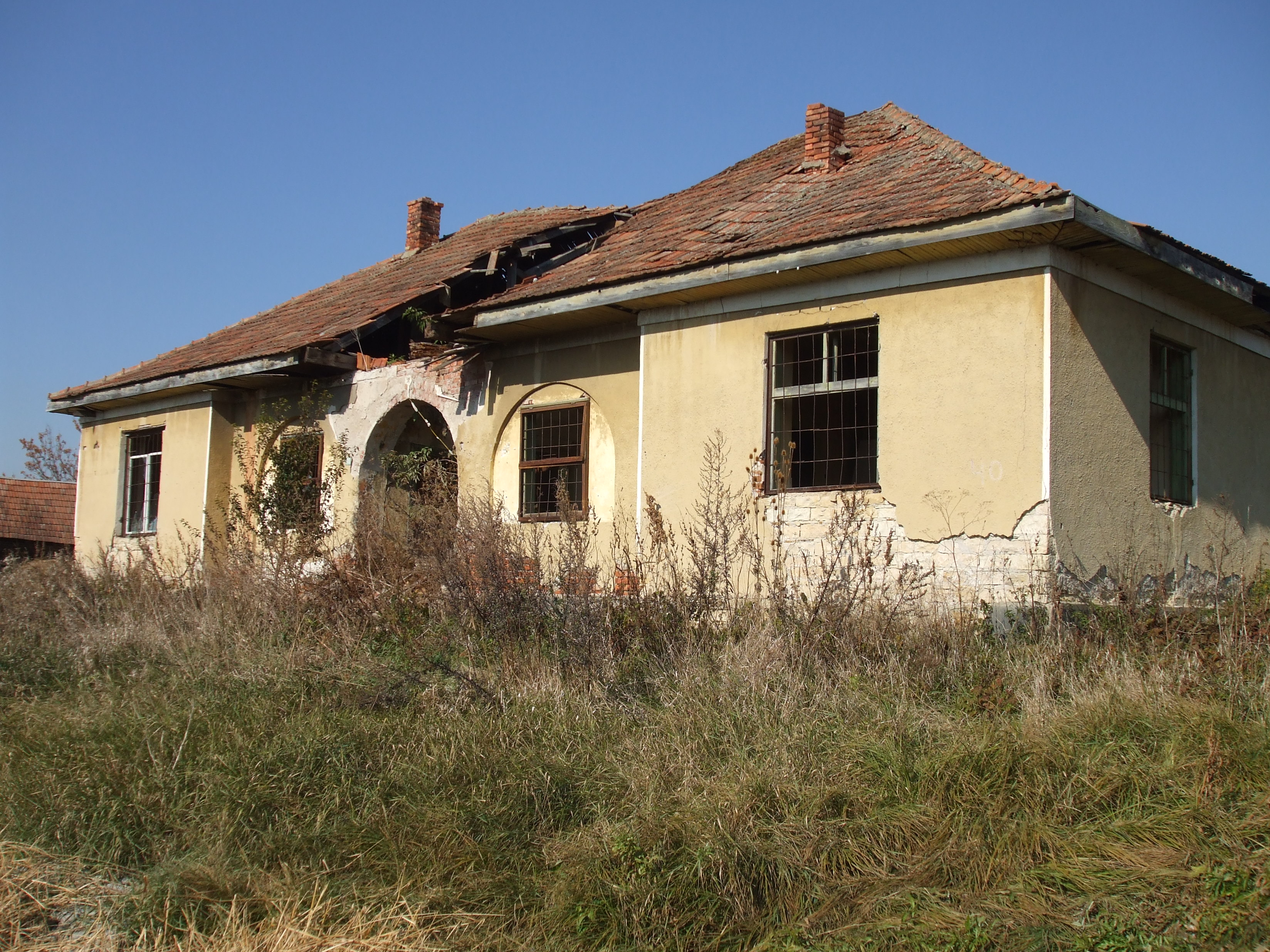
Ruina fostului cămin cultural (oct. 2011)
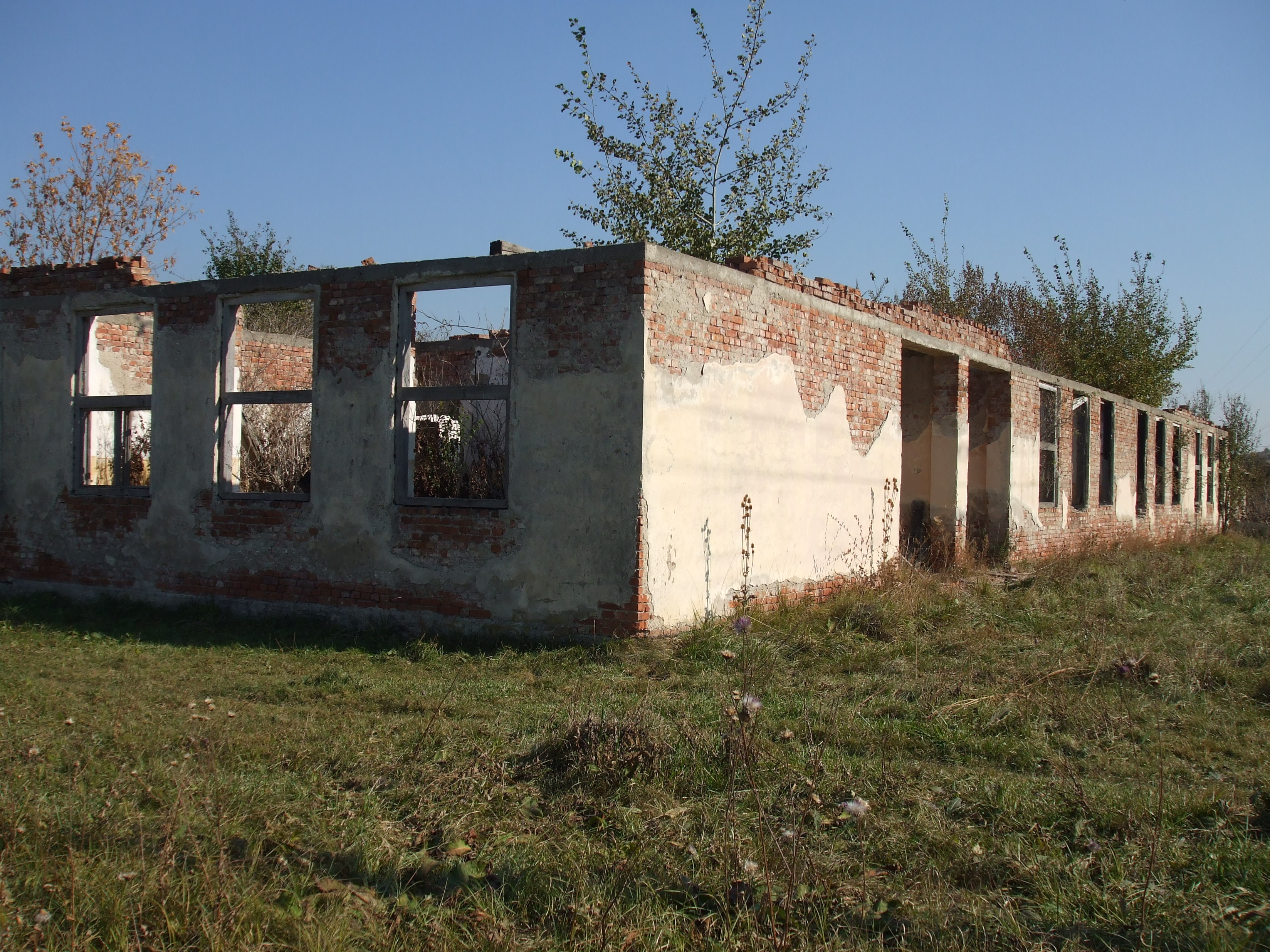
Ruina fostei școli generale (oct. 2011)
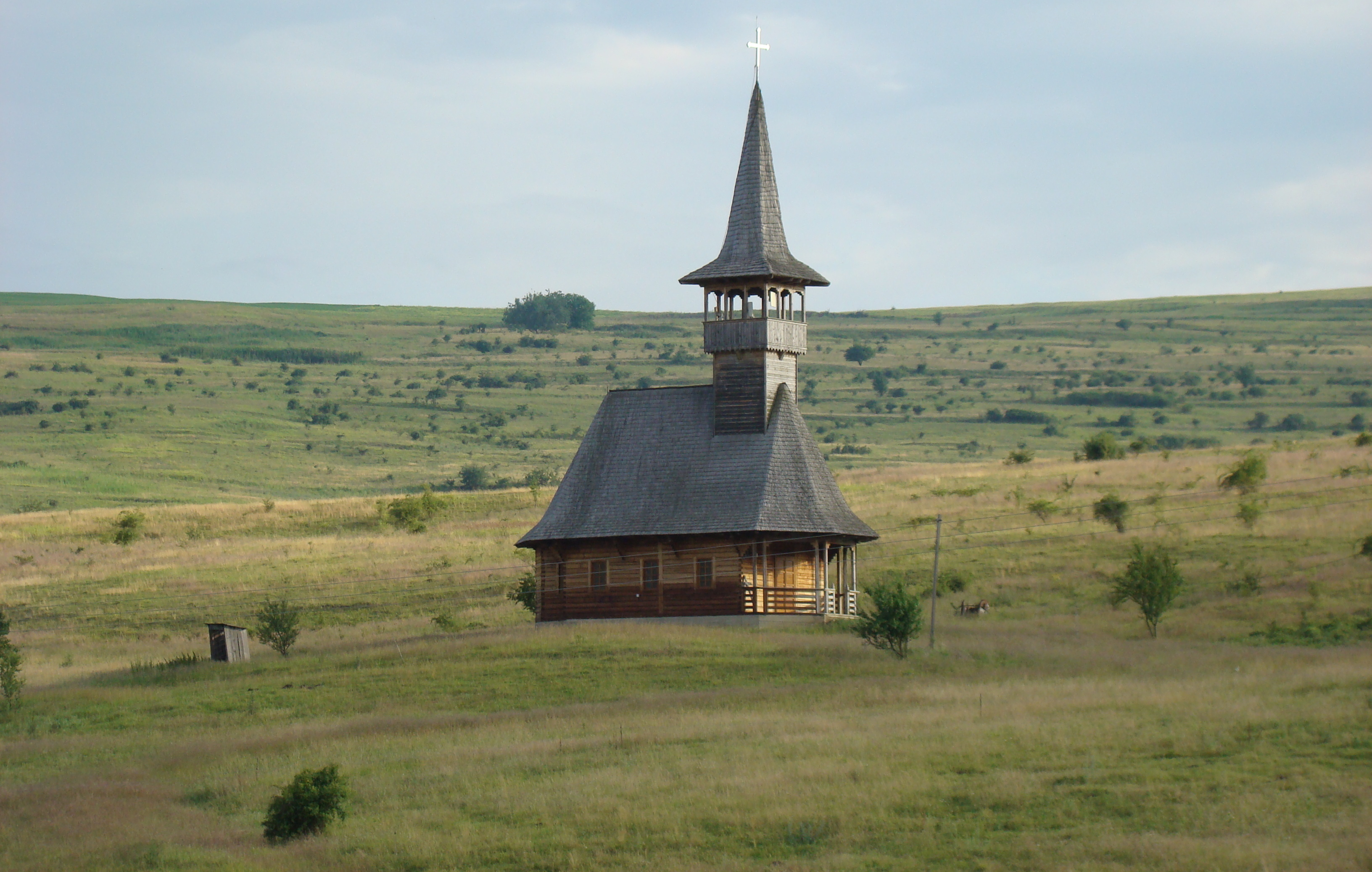
Biserica nouă de lemn care va face parte din Centrul misionar-social pentru tineret „Sfântul Ioan Valahul” al Arhiepiscopiei Clujului

## Legături externe
Materiale media legate de Câmpenești la Wikimedia Commons